# Maria Kun
Maria Kun (17 de abril de 1973) é uma ex-futebolista profissional sueca que atuava como atacante.

## Carreira
Maria Kun fez parte do elenco da Seleção Sueca de Futebol Feminino, nas Olimpíadas de 1996. 